# Leichtathletik-Europameisterschaften 2002/400 m Hürden der Männer

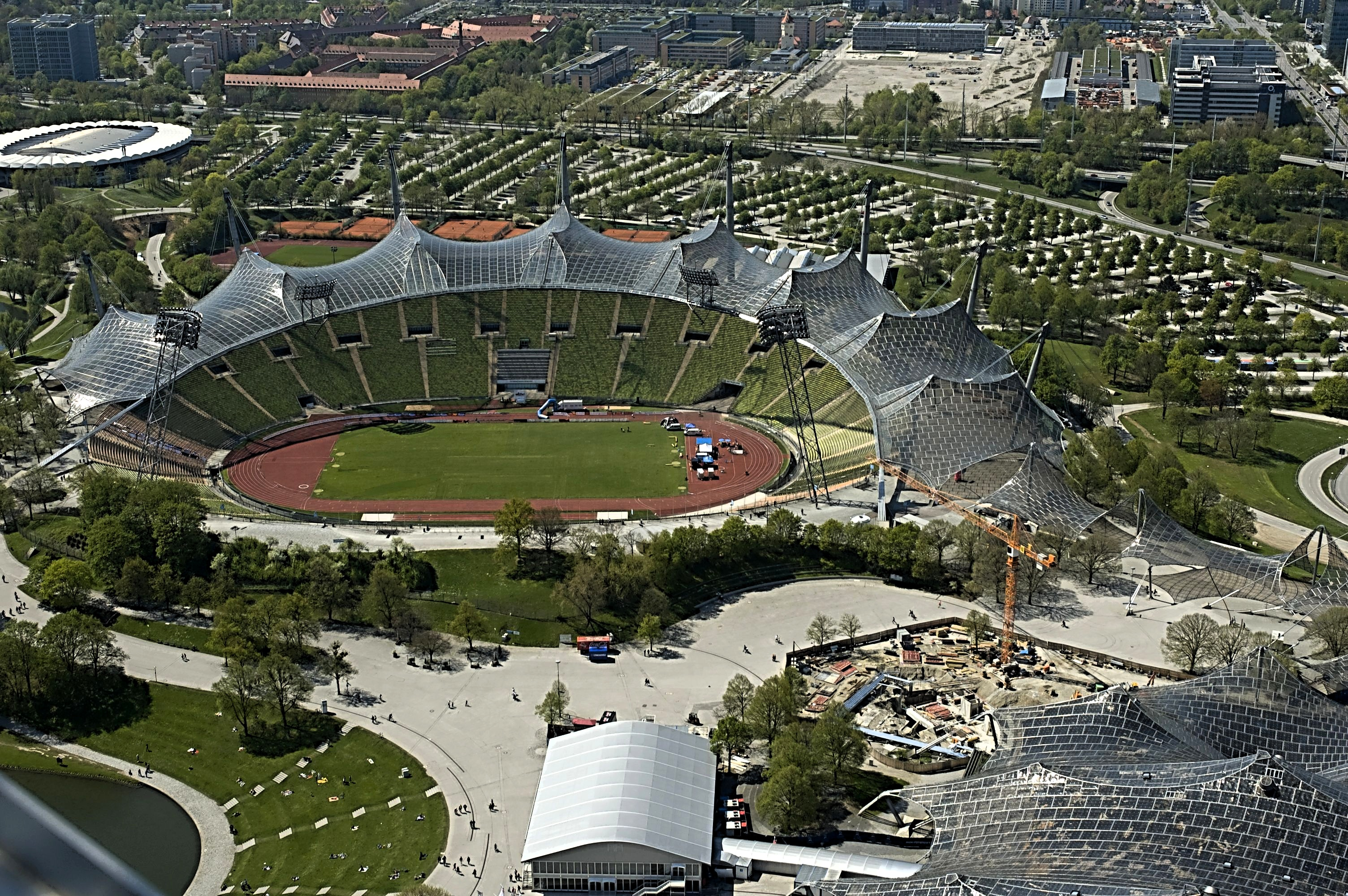
Das Olympiastadion in München von oben im Jahr 2009

Der 400-Meter-Hürdenlauf der Männer bei den Leichtathletik-Europameisterschaften 2002 wurde vom 7. bis 9. August 2002 im Münchener Olympiastadion ausgetragen.
Europameister wurde der französische Weltmeister von 1997, Vizeweltmeister von 1999 EM-Dritte von 1994 und Europarekordinhaber Stéphane Diagana. Er gewann vor dem Tschechen Jiří Mužík. Der polnische Titelverteidiger Paweł Januszewski errang die Bronzemedaille.

## Bestehende Rekorde
| Weltrekord           | 46,78 s | Kevin Young      | OS Barcelona, Spanien  | 6. August 1992    |
| Europarekord         | 47,37 s | Stéphane Diagana | Lausanne, Schweiz      | 5. Juli 1995      |
| Meisterschaftsrekord | 47,48 s | Harald Schmid    | EM Athen, Griechenland | 8. September 1982 |

Der bestehende EM-Rekord wurde bei diesen Europameisterschaften nicht erreicht. Die schnellste Zeit erzielte der französische Europameister Stéphane Diagana im Finale mit 47,58 s, womit er genau eine Zehntelsekunde über dem Rekord blieb. Zu seinem eigenen Europarekord fehlten ihm 21 Hundertstelsekunden, zum Weltrekord sieben Zehntelsekunden.

## Legende
| DNF | Wettkampf nicht beendet (did not finish) |

## Vorrunde
7. August 2002
Die Vorrunde wurde in vier Läufen durchgeführt. Die ersten drei Athleten pro Lauf – hellblau unterlegt – sowie die darüber hinaus vier zeitschnellsten Läufer – hellgrün unterlegt – qualifizierten sich für das Halbfinale.

### Vorlauf 1
| Platz | Name               | Nation       | Zeit (s) |
| ----- | ------------------ | ------------ | -------- |
| 1     | Paweł Januszewski  | Polen        | 49,17    |
| 2     | Fabrizio Mori      | Italien      | 49,20    |
| 3     | Periklís Iakovákis | Griechenland | 49,24    |
| 4     | Mikael Jakobsson   | Schweden     | 49,59    |
| 5     | José María Romera  | Spanien      | 49,70    |
| 6     | Pedro Rodrigues    | Portugal     | 49,77    |
| 7     | Jindřich Šimánek   | Tschechien   | 50,60    |

### Vorlauf 2

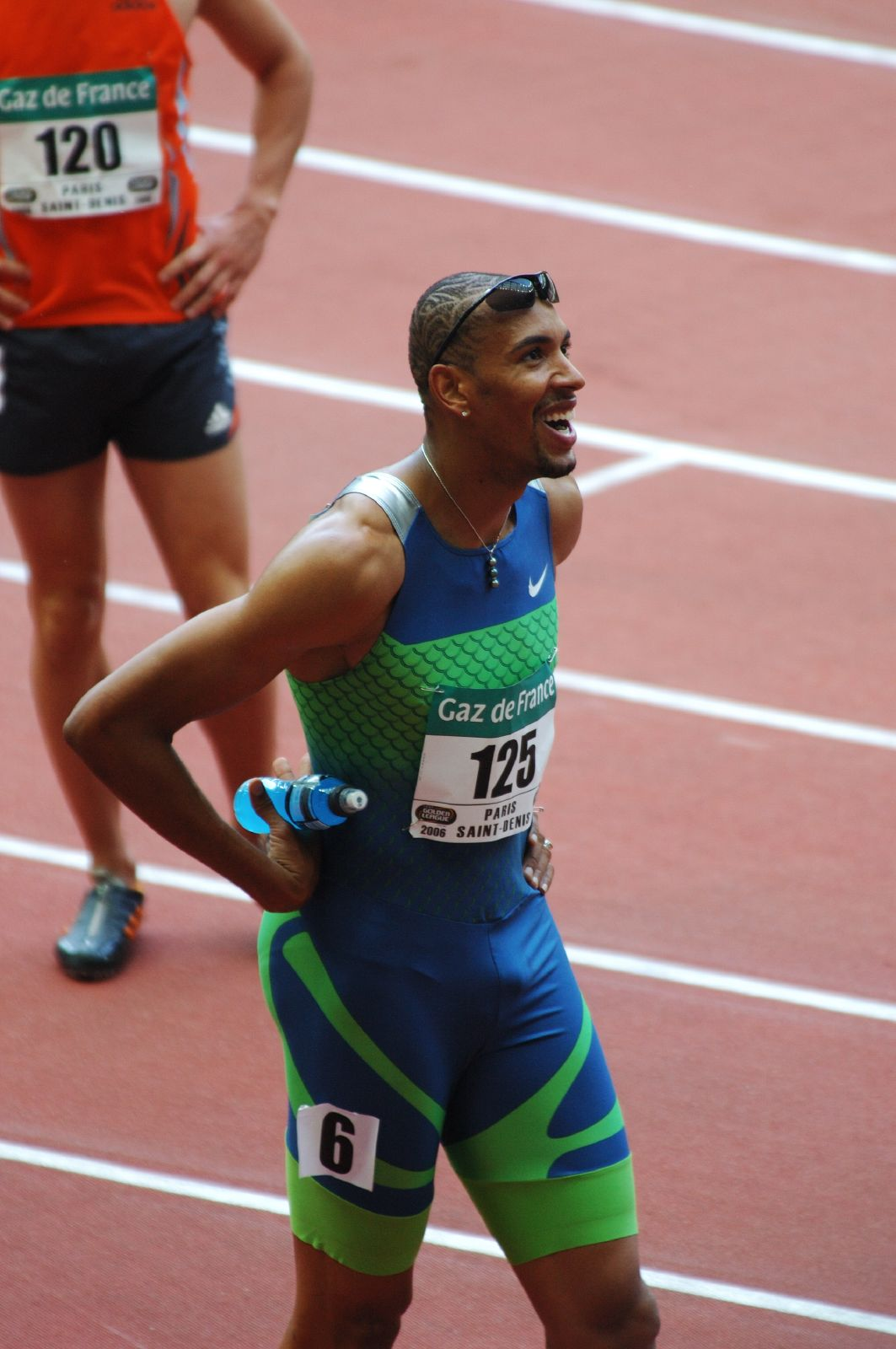
Nur ein paar Hundertstelsekunden fehlten Naman Keïta zur Teilnahme am Semifinale

| Platz | Name                | Nation         | Zeit (s) |
| ----- | ------------------- | -------------- | -------- |
| 1     | Jiří Mužík          | Tschechien     | 49,76    |
| 2     | Anthony Borsumato   | Großbritannien | 49,93    |
| 3     | Jaime Juan          | Spanien        | 50,20    |
| 4     | Naman Keïta         | Frankreich     | 50,20    |
| 5     | Laurent Ottoz       | Italien        | 50,31    |
| 6     | Janne Mäkelä        | Finnland       | 50,32    |
| 7     | Henning Hackelbusch | Deutschland    | 51,37    |
| 8     | Zakar Nazaryan      | Armenien       | 54,13    |

### Vorlauf 3

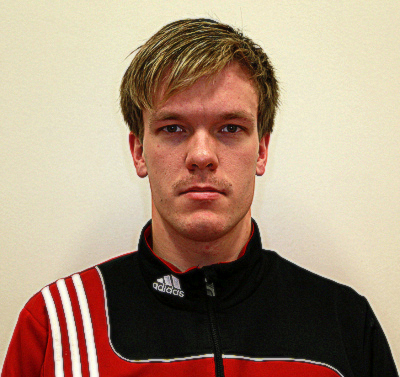
Jussi Heikkilä schied als Siebter seines Vorlaufs aus

| Platz | Name                   | Nation         | Zeit (s) |
| ----- | ---------------------- | -------------- | -------- |
| 1     | Stéphane Diagana       | Frankreich     | 49,52    |
| 2     | Edivaldo Monteiro      | Portugal       | 49,64    |
| 3     | Štěpán Tesařík         | Tschechien     | 49,78    |
| 4     | Matthew Elias          | Großbritannien | 50,18    |
| 5     | Eduardo Iván Rodríguez | Spanien        | 50,26    |
| 6     | Christian Duma         | Deutschland    | 50,50    |
| 7     | Jussi Heikkilä         | Finnland       | 51,47    |

### Vorlauf 4

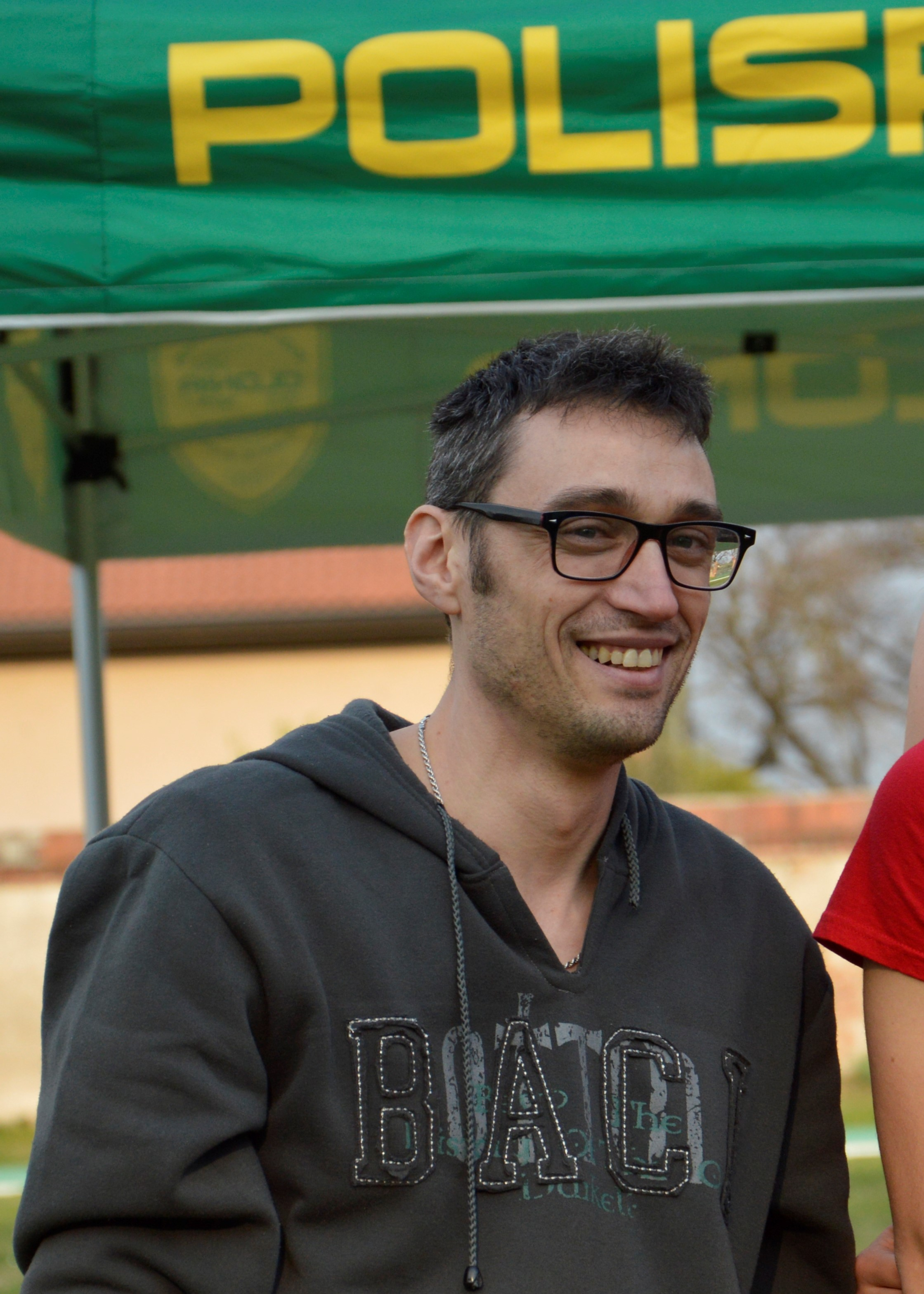
Rang fünf im vierten Vorlauf reichte Gianni Carabelli nicht zum Weiterkommen

| Platz | Name                  | Nation         | Zeit (s) |
| ----- | --------------------- | -------------- | -------- |
| 1     | Ruslan Maschtschenko  | Russland       | 49,62    |
| 2     | Christopher Rawlinson | Großbritannien | 49,73    |
| 3     | Thomas Kortbeek       | Niederlande    | 49,83    |
| 4     | Olivier Jean-Théodore | Frankreich     | 49,91    |
| 5     | Gianni Carabelli      | Italien        | 50,30    |
| 6     | Carlos Silva          | Portugal       | 50,45    |
| 7     | Ari-Pekka Lattu       | Finnland       | 50,56    |

## Halbfinale
8. August 2002
Aus den beiden Halbfinalläufen qualifizierten sich die jeweils ersten vier Athleten – hellblau unterlegt – für das Finale.

### Lauf 1
| Platz | Name                  | Nation         | Zeit (s) |
| ----- | --------------------- | -------------- | -------- |
| 1     | Jiří Mužík            | Tschechien     | 48,46    |
| 2     | Paweł Januszewski     | Polen          | 48,60    |
| 3     | Fabrizio Mori         | Italien        | 48,70    |
| 4     | Periklís Iakovákis    | Griechenland   | 48,99    |
| 5     | Anthony Borsumato     | Großbritannien | 49,37    |
| 6     | Pedro Rodrigues       | Portugal       | 49,60    |
| 7     | Olivier Jean-Théodore | Frankreich     | 50,21    |
| 8     | Jaime Juan            | Spanien        | 50,57    |

### Lauf 2

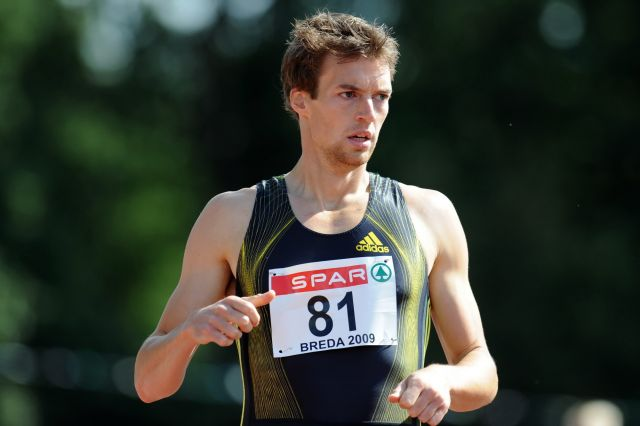
Thomas Kortbeek wurde Sechster in seinem Halbfinallauf und schied damit aus

| Platz | Name                  | Nation         | Zeit (s) |
| ----- | --------------------- | -------------- | -------- |
| 1     | Stéphane Diagana      | Frankreich     | 49,01    |
| 2     | Christopher Rawlinson | Großbritannien | 49,48    |
| 3     | Ruslan Maschtschenko  | Russland       | 49,54    |
| 4     | Štěpán Tesařík        | Tschechien     | 49,55    |
| 5     | Edivaldo Monteiro     | Portugal       | 49,75    |
| 6     | Thomas Kortbeek       | Niederlande    | 50,74    |
| 7     | José María Romera     | Spanien        | 51,11    |
| 8     | Mikael Jakobsson      | Schweden       | 51,77    |

## Finale

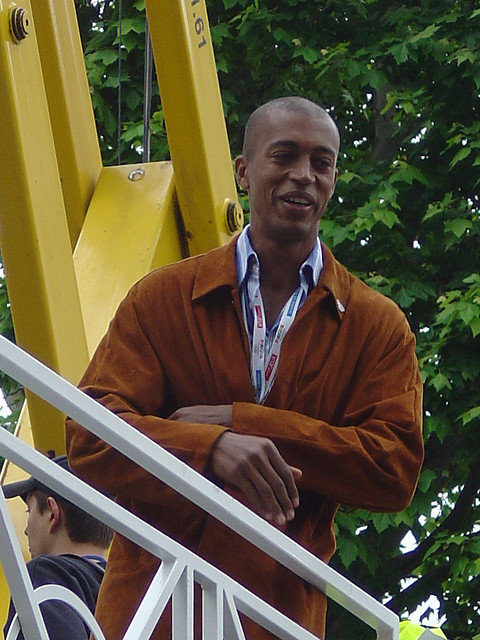
Stéphane Diagana, Weltmeister von 1997, wurde Europameister

9. August 2002
| Platz | Name                  | Nation         | Zeit (s) |
| ----- | --------------------- | -------------- | -------- |
| 1     | Stéphane Diagana      | Frankreich     | 47,58    |
| 2     | Jiří Mužík            | Tschechien     | 48,43    |
| 3     | Paweł Januszewski     | Polen          | 48,46    |
| 4     | Fabrizio Mori         | Italien        | 49,05    |
| 5     | Periklís Iakovákis    | Griechenland   | 49,07    |
| 6     | Štěpán Tesařík        | Tschechien     | 49,41    |
| 7     | Ruslan Maschtschenko  | Russland       | 50,02    |
| DNF   | Christopher Rawlinson | Großbritannien |          |

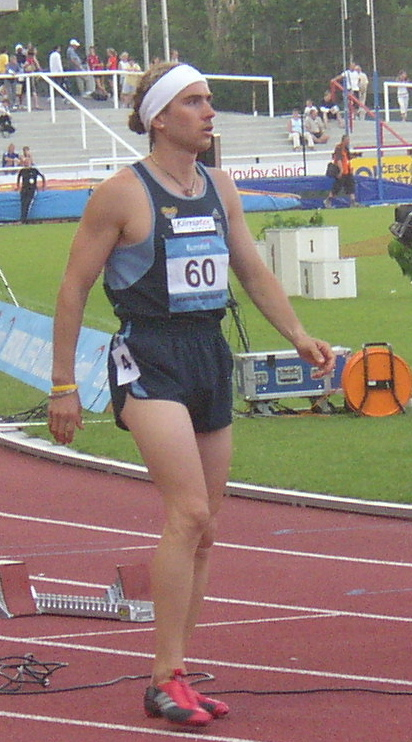
Vizeeuropameister Jiří Mužík
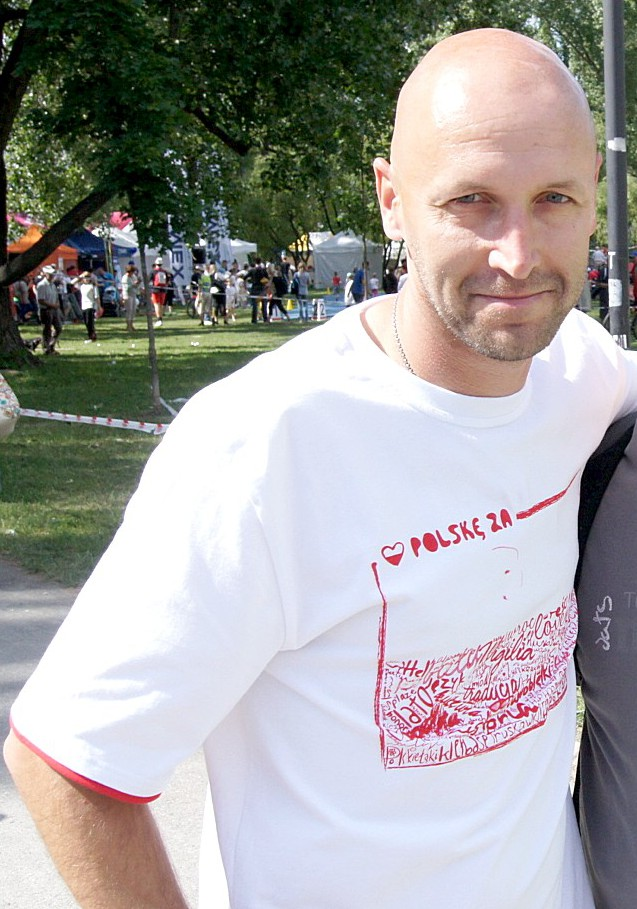
Bronzemedaillengewinner Paweł Januszewski
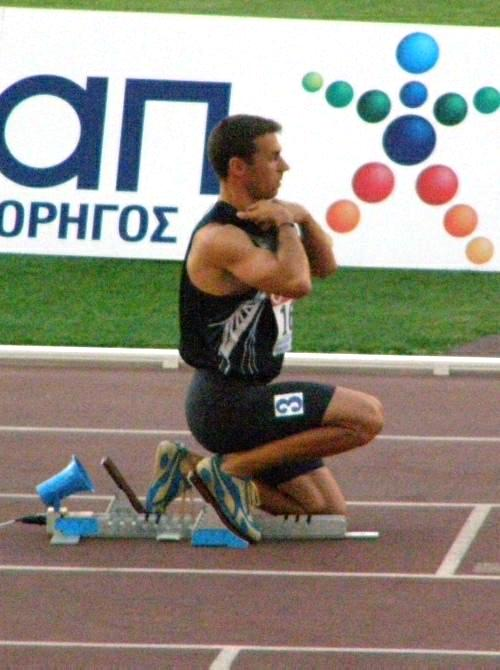
Periklís Iakovákis erreichte Platz fünf – er errang später unter anderem WM-Bronze 2003 und den EM-Titel 2006

## Videolink
- Stephane Diagana Is Crowned European Champion, youtube.com, abgerufen am 20. Januar 2023